# 이태경 (야구 선수)
이태경(2002년 11월 24일 ~ )은 KBO 리그 롯데 자이언츠의 내야수이다.

## 롯데 자이언츠시절
2025년에 입단하였다. 2025년 6월 3일 키움 히어로즈와의 경기에 출전하며 데뷔 첫 경기를 치렀고, 경기에서 1타수 무안타를 기록하였다.

## 출신 학교
- 광주송정초등학교
- 무등중학교
- 광주제일고등학교
- 한일장신대학교